# Emilie Louise Flöge
Emilie Louise Flöge (ur. 30 sierpnia 1874 w Wiedniu, zm. 26 maja 1952 tamże) – austriacka projektantka mody i przedsiębiorczyni. Przyjaciółka i asystentka Gustava Klimta.

## Życiorys
Urodziła się jako czwarte dziecko tokarza i wytwórcy fajek Meerschaum Hermanna Flöge (1837–1897). W 1899 zaczęła się uczyć w szkole krawieckiej prowadzonej przez jej starszą siostrę Pauline. Emilie zajęła się projektowaniem sukni i w 1904 roku (6 lat przed otwarciem pierwszego butiku na 31 Rue Cambon w Paryżu przez Gabrielle Chanel), wraz z Pauline i Helene otworzyły dom mody sióstr Flöge - Schwestern Flöge. Był to pierwowzór tzw. concept store, gdzie prócz ubrań można było znaleźć także inne rodzaje rzemiosła artystycznego, wszystkie opatrzone metkami w stylu secesyjnym, co rozpowszechniało markę. Wyjątkowa forma wyróżniała ją nie tylko od paryskich projektów, ale swoją ekstrawagancją odbiegała od dotychczasowych standardów mody. Jej najsłynniejszym i najbardziej odkrywczym projektem był charakterystyczny kaftan, luźna suknia, zwana reform dress, inspirowana pracami Paula Poireta. Wyeliminował on z kroju rolę gorsetu i zuniwersalizował strój dla mężczyzn i dla kobiet. Kreowanie unikalnego stylu umożliwiły jej także podróże do Londynu i Paryża, które odbywała dwa razy do roku. 
Od 1938 r. rozpoczął się upadek salonu sióstr Flöge, a Emilie musiała przenieść swoją pracę do małego studia we własnym domu. Pod koniec II wojny światowej wielki pożar pochłonął zarówno jej projekty, prace jak i wiele innych dzieł, np. projekt plafonu auli Uniwersytetu Wiedeńskiego Gustava Klimta. 
Emilie nigdy nie wyszła za mąż oraz nie założyła rodziny, co jak na owe czasy było przejawem niezależności i emancypacji.
W 2006 roku powstał film Klimt wyreżyserowany przez Raoula Ruiz'a, z Johnem Malkovichem w roli artysty i Veronicą Ferres jako Emilie Flöge.

## Powiązania z Gustavem Klimtem

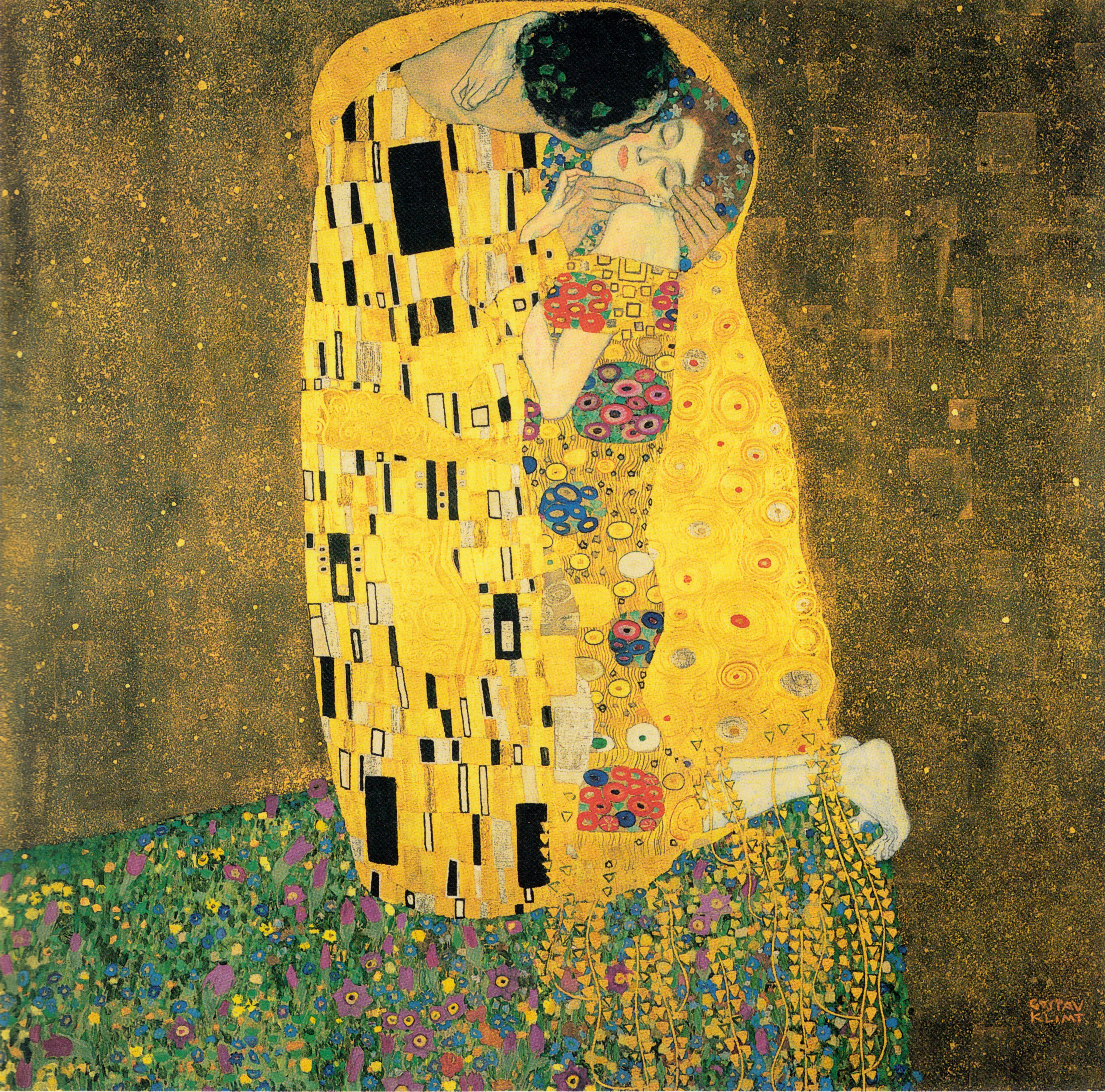
Pocałunek 1907–08, olej na płótnie, Galeria Austriacka Belvedere, Wiedeń

Emilie Flöge była przyjaciółką i partnerką życiową artysty Gustava Klimta, którego brat, Ernst, został mężem jej siostry w 1891 roku. W 1902 roku powstał jej najsłynniejszy pełnopostaciowy portret, na którym modelka stoi wyprostowana, z ręką na biodrze, w ujęciu en trios quarts. Przedstawiona postać posiada cechy femme fatale, przewijające się w twórczości Klimta. Uwagę przykuwa również suknia modelki, która jest połączeniem projektów Emilie oraz maniery malarskiej Klimta.

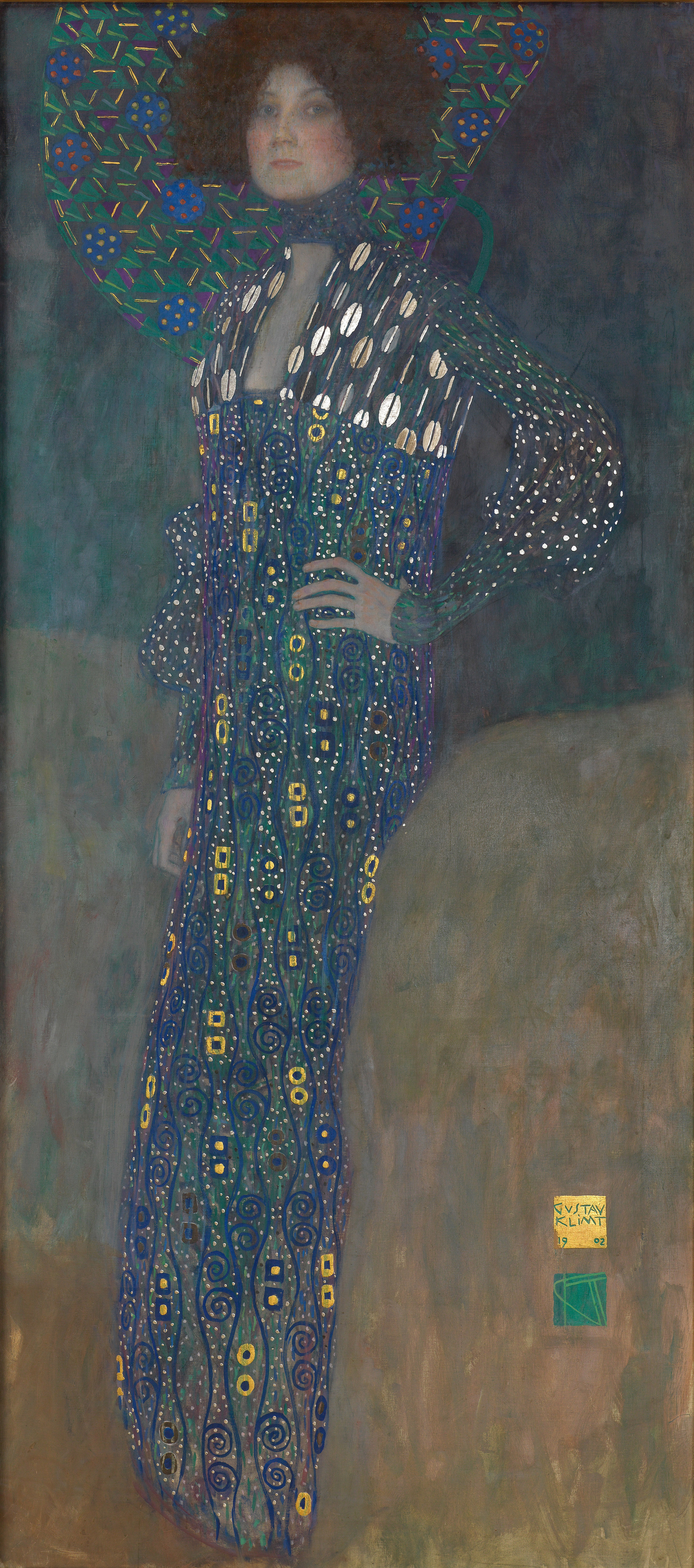
Emilie Flöge (1902) obraz olejny Gustava Klimta

Portret wywołał skandal wśród wiedeńskiej elity, gdy w 1903 roku został pokazany na wystawie „Secesji”. Uważa się również, że ogromne partie ornamentalne, będące znakiem rozpoznawczym Gustava Klimta i znajdujące się na wielu jego obrazach, malowała sama Emilia Flöge.
Jeden z najsłynniejszych obrazów Pocałunek (1907-08), według wielu historyków sztuki przedstawia właśnie parę Klimt i Flöge zastygłej w miłosnym uścisku.
Zachowały się pocztówki z korespondencją artystów, świadczące o ich bliskiej relacji.